# Alter Flughafen (Hannover)

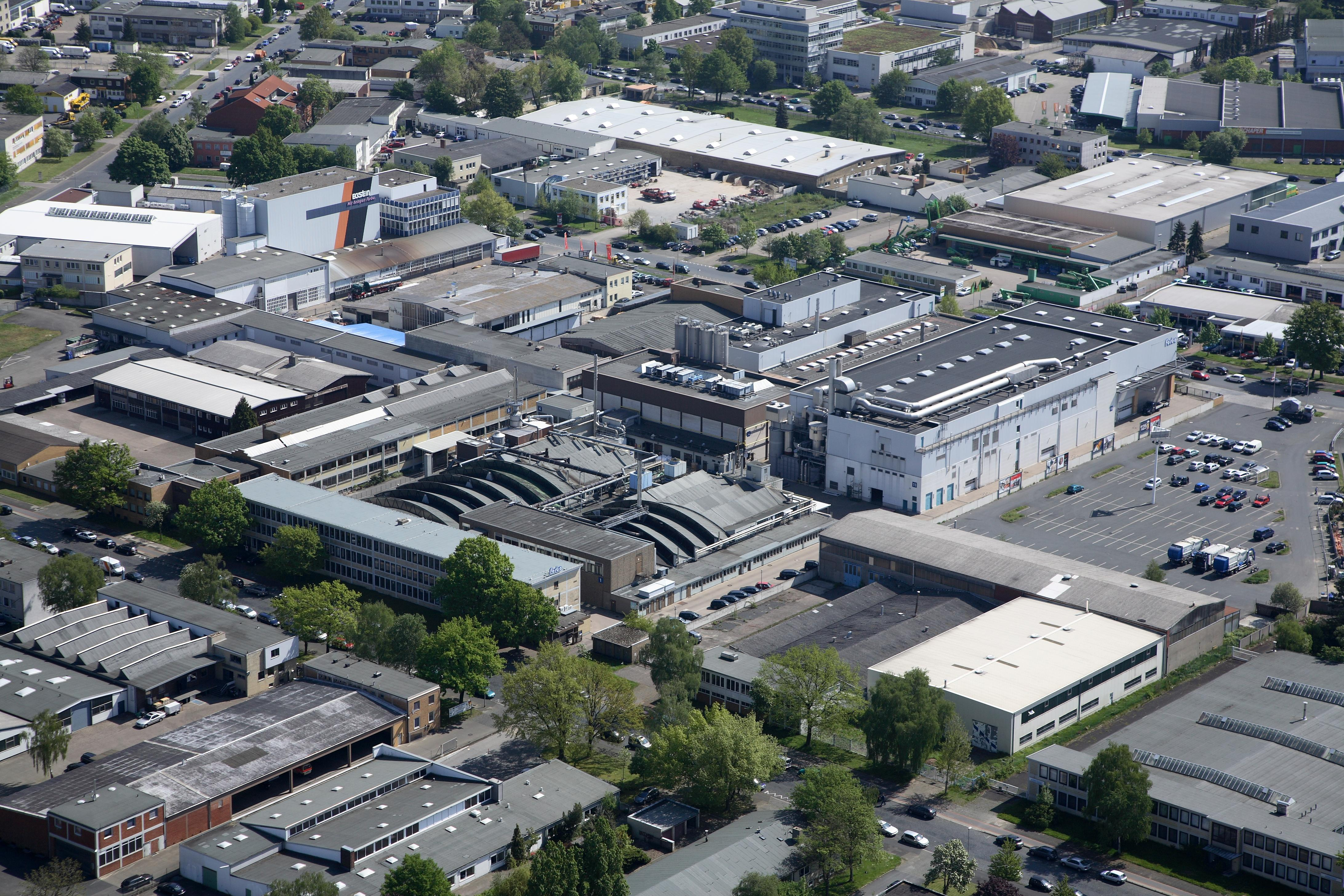
Luftbild über einem Teil des Gewerbegebietes mit den Gebäuden des Transportbänder und Flachriemen-Herstellers Forbo Siegling an der Lilienthalstraße

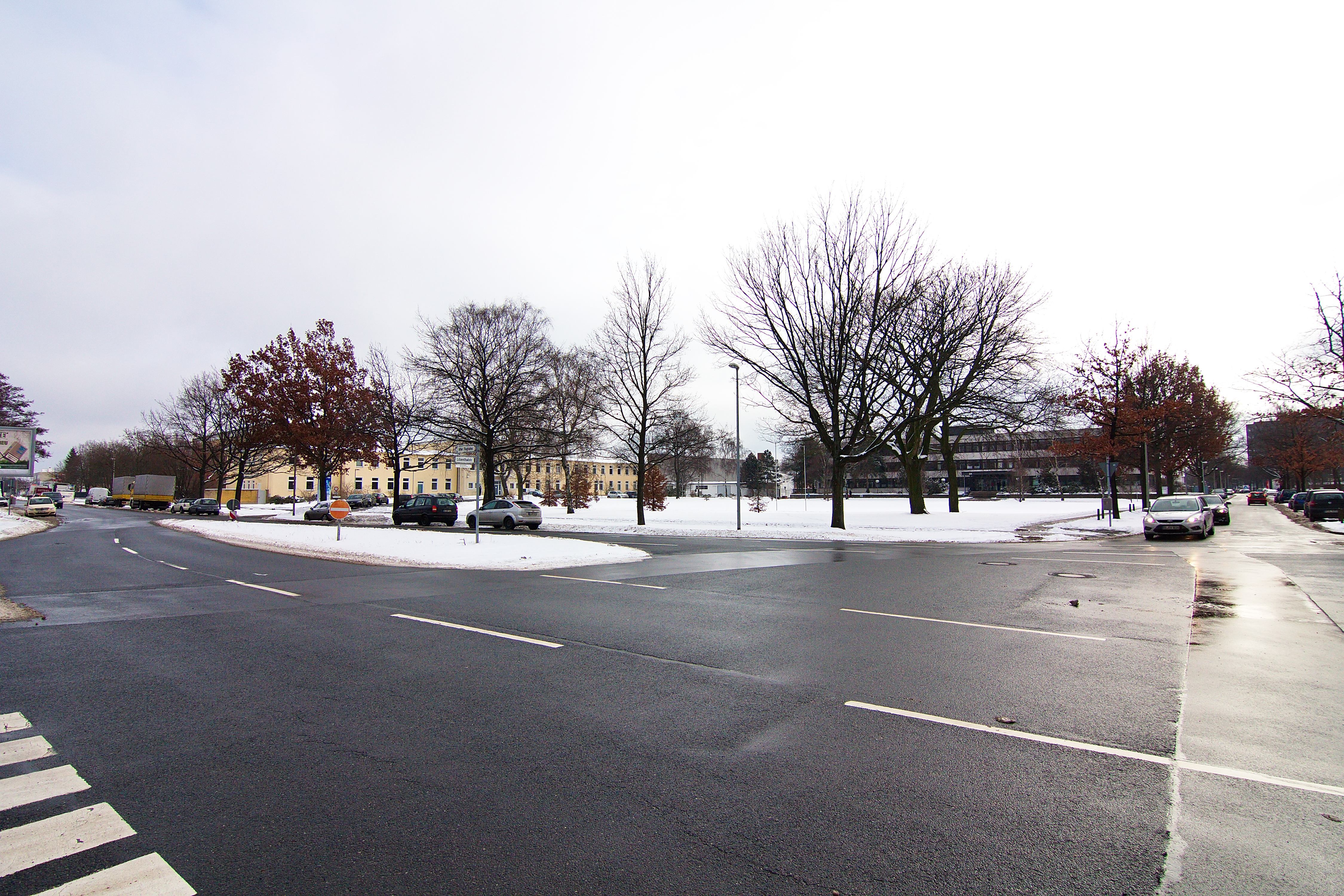
Weitwinkel-Aufnahme von der Straße Alter Flughafen in Vahrenheide, im Hintergrund ein ehemaliges Flughafen-Gebäude, später Kreiswehrersatzamt der Bundeswehr

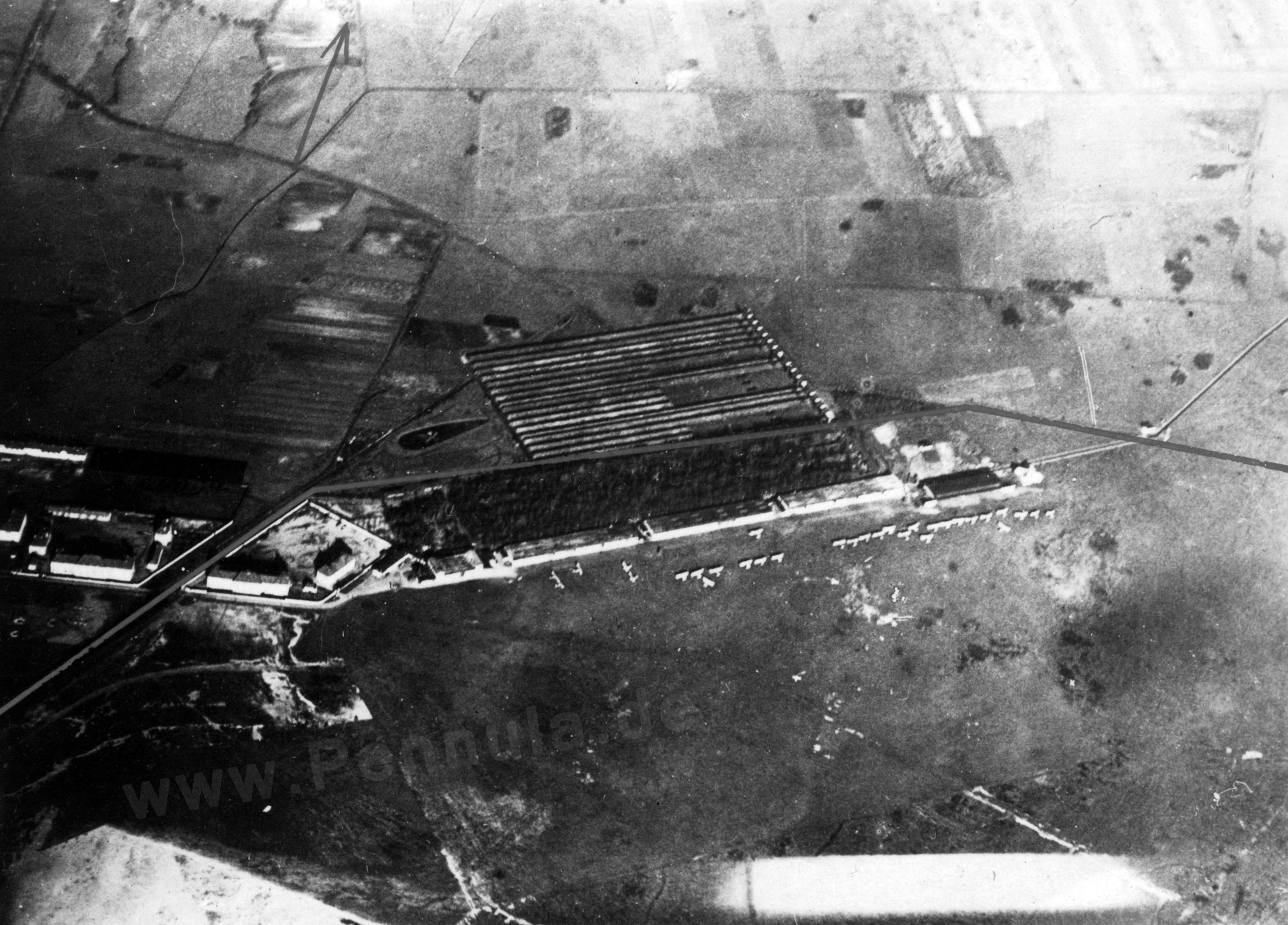
Um 1917: Luftbildfotografie (Schrägluftbild) aus dem Flugplatz-Atlas

Alter Flughafen lautet der Name eines Gewerbegebietes an Stelle eines ehemaligen Flughafens sowie einer Straße in Hannover, die im Stadtteil Vahrenheide die Vahrenwalder Straße mit der Straße Kugelfangtrift verbindet.

## Geschichte und Beschreibung
Bereits in der Gründerzeit des Deutschen Kaiserreichs und noch im ausgehenden 19. Jahrhundert wurde ein Großteil des nördlich von Vahrenwald gelegenen alten Heidegebietes, der Vahrenwalder Heide, von militärischen Einheiten als Exerzierplatz genutzt.
Anfang des 20. Jahrhunderts unternahm hier Karl Jatho seine ersten Flugversuche.
Kurz vor dem Ersten Weltkrieg wurde die Vahrenwalder Heide 1912 zu einem Flug- und Luftschifffahrtsgelände umfunktioniert.
Nachdem in der Nachkriegszeit der ehemalige Militärflugplatz Evershorst nach Plänen von Friedrich Wilhelm Petzel zu dem für den öffentlichen Verkehr geeigneten Flughafen ausgebaut wurde, baute der Architekt Felix zur Nedden dort eine ehemalige Flugzeughalle um zum ersten Abfertigungsgebäude des neuen Flughafens Hannover.
Nur wenig später konnte zur Nedden gemeinsam mit Ulrich Zelinsky das städtebauliche Konzept zur Erschließung des historischen Flughafengeländes umsetzen, wo die beiden Architekten, nachdem 1958 zunächst die Straße Alter Flughafen angelegt worden war,
im Folgejahr 1959 nach eigenen Plänen das Gewerbegebiet Alter Flughafen anlegen konnten.

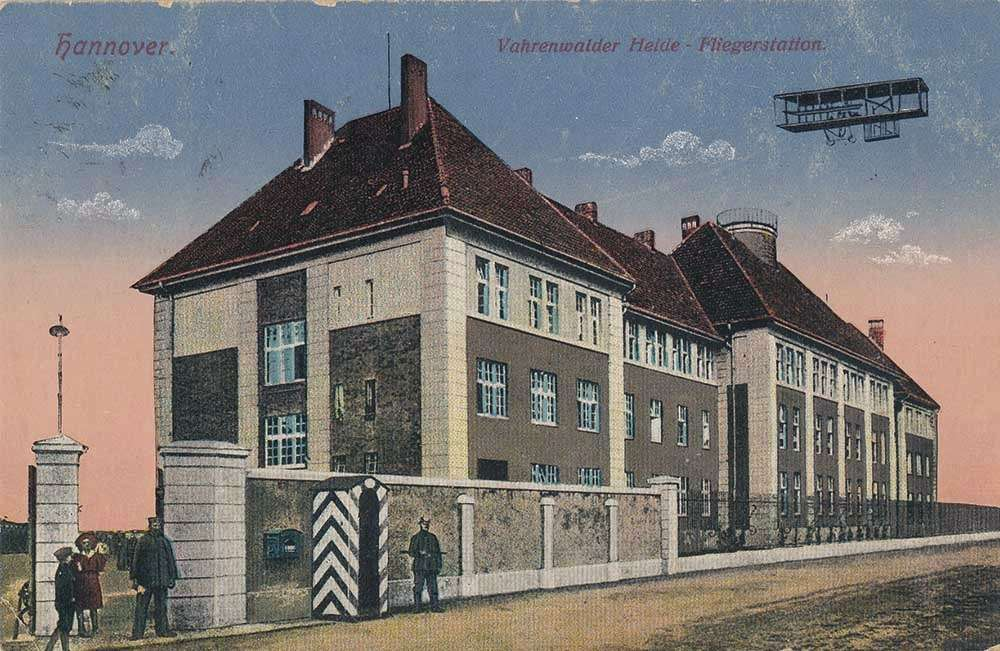
Ehemalige Fliegerstation auf der Vahrenwalder Heide mit einmontiertem Doppeldecker; Lichtdruck; kolorierte Ansichtskarte Nr. 665 der Norddeutschen Papier-Industrie, um 1914
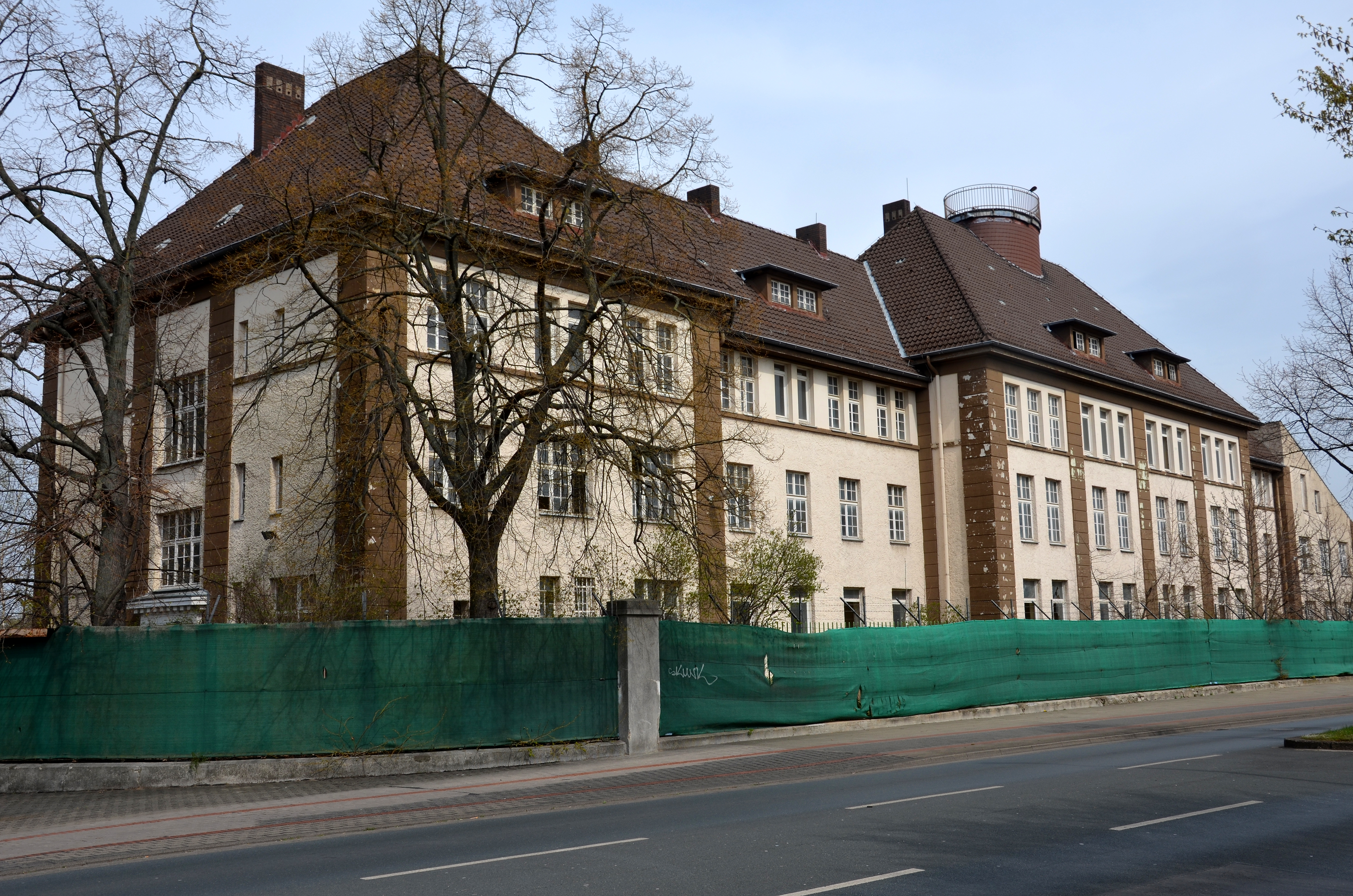
Auf dem Gelände der Hauptfeldwebel-Lagenstein-Kaserne findet sich noch dasselbe Gebäude wie links – eines von zwei erhaltenen Gebäuden an der Kugelfangtrift aus der Zeit des ersten Flughafens
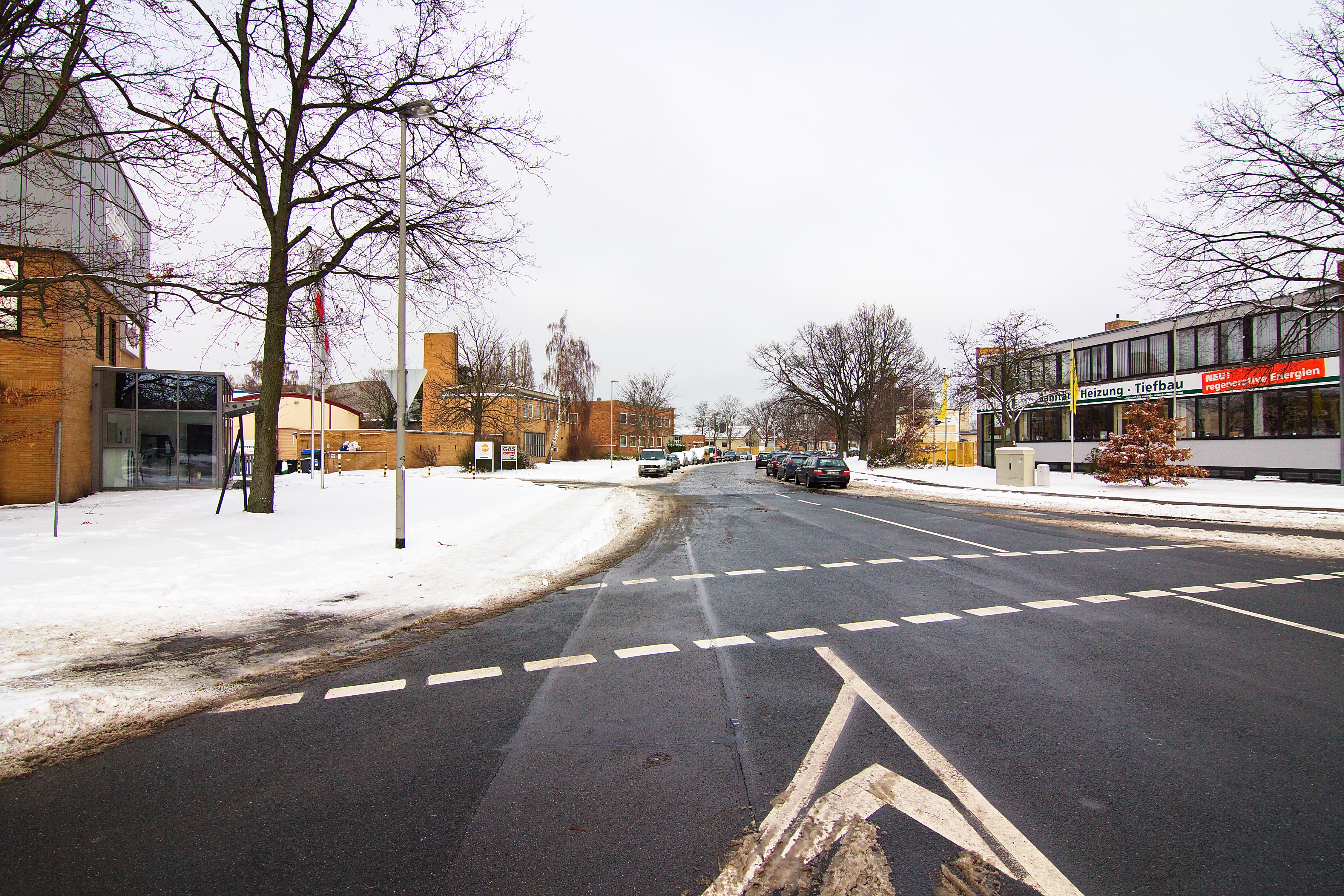
Blick durch die Lilienthalstraße
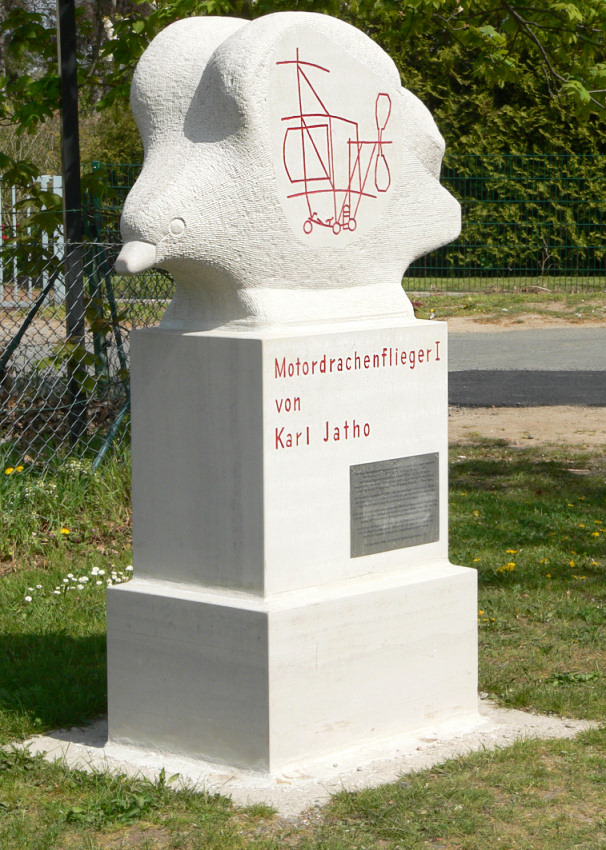
Gedenkstein für Karl Jatho nahe dem früheren Flugfeld